# Leigh Van Valen
Leigh Van Valen (Albany, Nueva York, 1935 – Chicago, 16 de octubre de 2010) fue un biólogo evolutivo y profesor universitario estadounidense.

## Biografía
Van Valen fue el primero en plantear la hipótesis de la Reina Roja en 1973 como solución a la Ley de Extinción que él mismo propuso. Dicha ley calculaba la probabilidad constante de extinción en familias de organismos cercanos. Van Valen reunió los datos de las obras existentes sobre la duración de los miles de géneros del registro fósil. También definió el concepto de "Especie Ecológica" en 1976, en contraste con el concepto de "Especie Biológica" de Ernst Mayr.
En 1991, sugirió que las células HeLa fueran definidas como una nueva especie: Helacyton gartleri. Fue profesor en el Departamento de Ecología y Evolución en la Universidad de Chicago.

## Obras
- Leigh Van Valen (1973). «A new evolutionary law». Evolutionary Theory 1. p. 1-30.
- Leigh Van Valen (1976). «Ecological species, multispecies, and oaks». Taxon 25. p. 233-239.
- Leigh Van Valen; Virginia C. Maiorana (1991). «HeLa, a new microbial species». Evolutionary Theory 10. p. 71-74.